# Karol Szreter
Karol Szreter (* 29. September 1898 in Łódź; † 20. März 1933 in Berlin) war ein polnischer Pianist im Bereich der Klassischen Musik.

## Leben
Szreter begann seine Musikerkarriere als Wunderkind; im Alter von neun Jahren trat er in seinem Heimatland Polen erstmals öffentlich auf. Mit 13 Jahren erhielt er ein Stipendium zum Studium am Konservatorium Petersburg, wo er bis zum Ausbruch des Ersten Weltkriegs blieb. Anschließend setzte Szreter seine Studien in Berlin bei Egon Petri fort. Nach Kriegsende begann er, in Mittel- und Osteuropa aufzutreten. Anfang der 1920er-Jahre entstanden erste Plattenaufnahmen für das deutsche Label Vox; um 1925 begann seine Zusammenarbeit mit der deutschen Niederlassung des Parlophone-Labels; dabei entstanden meist populäre Nummern, meist von einem Studioorchester begleitet. 1925 trat er im Trio mit dem Cellisten Emanuel Feuermann und dem Geiger Boris Kroyt in der Berliner Sing-Akademie und im Blüthnersaal auf.
1926 spielte Szreter Ludwig van Beethovens 4. Klavierkonzert ein, 1930 drei von Beethovens Sonaten und Robert Schumanns Klavierzyklus Carnaval. Unter dem gemeinschaftlichen Pseudonym Tri-Ergon-Trio (oder nur Instrumental Trio) nahm er im Trio mit dem Cellisten Gregor Piatigorsky und dem Geiger Max Rostal für das Label Tri-Ergon Photo-Electro-Records auf.
1930 trat Szreter erstmals in Großbritannien auf, wo er große Erfolge beim Publikum und bei den Kritikern feierte. 1933 plante Parlophone eine Reihe von Aufnahmen der Kammermusik von Johannes Brahms, die wegen des Todes des Pianisten jedoch nicht mehr zustande kamen.
Karol Szreter starb am 20. März 1933 im Alter von 34 Jahren an Leukämie. Die Beisetzung fand am 23. März 1933 auf dem Friedhof Heerstraße im heutigen Ortsteil Berlin-Westend statt. Das Grab ist nicht erhalten.

## Aufnahmen (Auswahl)

### Mit Gregor Piatigorsky
- David Popper: Der Schmetterling, for cello (1924)
- Daniel Van Goens: Scherzo for cello and piano, Op 12 (1924)
- Pablo de Sarasate: Zapateado, for violin and piano, Op. 23/2 (1924)[9]
- Moritz Moszkowski: Guitarre, Op 45/2 for cello (1927)
- David Popper: Chanson Villageoise for cello and piano, Op 62/2
- Karl Davidov: Romance sans paroles, for cello and piano, Op. 23 (1925)
- Bloch/Schumann: Prayer - Evensong. Gregor Piatigorsky und Karol Szreter. Parlophone E11058
- Tschaikowski - None But the Lonely Heart aus Sechs Romanzen op. 6, 1869, (arr. Piatigorsky), Gregor Piatigorsky & Karol Szreter

### Weitere Aufnahmen
- Johannes Brahms: Ungarischer Tanz Nr. 7 (bearbeitet von Josef Joachim) (Vox 6277-A), mit Andreas Weissgerber[10]
- Robert Schumann: Der Vogel als Prophet (Vox 6277-B) dto.
- Chopin-Liszt: The Maiden’s Wish (Życzenie), Op. posth. 74/1
- Beethoven: Piano Concerto n.4 in G major op. 58 (1/2), Orchester unter Leitung von Frieder Weissmann
- Johannes Brahms: Trio in C Major, Op. 87 (Odeon 11791)
- Strauss: Die Fledermaus
- Liszt: Hungarian Rhapsody No. 12 in C sharp minor
- Strauss: Soiree de Vienne (Parlophone E 10561)
- Liszt: Hungarian Rhapsody No. 2
- Camille Saint-Saëns: Danse Macabre. Mit dem Grand Symphony Orchestra, Frieder Weissmann (Parlophone E 10903)
- Emil von Sauer: Boîte à Musique
- Schumann: Carnaval opus 9
- Schubert-Paraphrase, l. und 2. Teil. Szreter, Hans Bund und Alfred Hecker (Odeon 0-1 1777)